# Manshiyat naser
Manshiyat naser (arabiska: منشية ناصر), även kallad Garbage City, är ett distrikt (kism) vid foten av Mokattamberget i östra utkanten av Kairo, Egypten. Distriktet angränsar bland annat till Daher i väster, Nasser City i nordost samt Al-Khalifa i söder och är ett tättbefolkat slumområde vars ekonomi baseras på inhämtning och återanvändning av sopor från stadens alla distrikt. Trots att området har gator, affärer och bostäder som andra delar av Kairo, så saknar det mycket av den normala infrastrukturen såsom dricksvatten, avlopp eller elektricitet. 

## Ett koptiskt distrikt
Egyptens koptiska kristna var ursprungligen den dominerade delen av befolkningen i distriktet men på senare år har den muslimska andelen ökat.
Grottkatedralen, (Cave Cathedral eller St Simon the Tanner Church), som används av kopterna i Manshiyat naser är den största kyrkan i Mellanöstern med över 15 000 sittplatser.